# 程卓樑
程卓樑（?—?），江西宜黄人，清朝政治人物，同进士出身。
乾隆五十四年（1789年）己酉科進士。嘉庆二十二年（1817年）三月初一，由直隶大顺广道道员升任廣西按察使。嘉庆二十三年十一月初三（1818年11月30日），解职。